# Gandigal
Gandigal est une petite ville du Sénégal, située sur la Petite-Côte, au sud de Dakar, à la périphérie de la station balnéaire de Saly.

## Administration
Gandigal fait partie de la communauté rurale de Sindia, rattachée au département de M'bour, dans la région de Thiès.

## Géographie
Les localités les plus proches sont Sintiane Serere, keur youngar, Keur Joseph, Keur Baboukar Ndiaye, Malikounda Ngogom, Malikounda, Malikounda Sas, et Saly-Portudal.

### Physique géologique
La ville peut être considérée comme une sorte de cité-jardin du Sénégal en raison des grands espaces naturels qu’elle abrite.

### Population
RGPHA/ ANSD/2013 Gandigal compte 2330 habitants, dont 226 concessios, 281 ménages.

### Économie
Dans les prochaines années, à travers le projet Numeric Coast, Gandigal ambitionne de devenir un pôle économique et technologique considérable en développant ses activités dans le domaine des nouvelles technologies.